# Габріель де Анда
Хосе Франсіско Габріель де Анда (ісп. José Francisco Gabriel de Anda; 5 червня 1971, Мехіко, Мексика) — колишній мексиканський футболіст, захисник відомий за виступами за «Пачуку», «Сантос Лагуна» і збірну Мексики. Учасник чемпіонату світу 2002 року.

## Клубна кар'єра
Де Анда почав кар'єру в клубі УНАМ Пумас. У 1992 році він був включений в заявку першої команди, але так і не зіграв за клуб жодного матчу. У 1993 році Габріель перейшов у «Коррекамінос», у складі якого дебютував у мексиканській Прімері.
У 1995 році він підписав контракт з «Сантос Лагуна», за який відіграв три сезони, вигравши 1996 року національний чемпіонат. У 1998 році Габріель повернувся у свій рідний Мехіко, уклавши угоду з «Крус Асуль».
У 2001 році він перейшов у «Пачуку», з якою в тому ж році виграв чемпіонат, а у 2002 році став переможцем Кубка чемпіонів КОНКАКАФ.
2005 року де Анда повернувся в «Сантос Лагуна», де і завершив кар'єру у 2007 році.

## Міжнародна кар'єра
13 квітня 1997 року в матчі відбіркового турніру чемпіонату світу 1998 року проти збірної Ямайки, де Анда дебютував за збірну Мексики. 18 березня 1998 року в товариському поєдинку проти збірної Парагваю забив свій перший гол за збірну.
У 2002 році Габріель був включений в заявку національної команди на участь у чемпіонаті світу в Японії і Південній Кореї. На турнірі він був запасним і не зіграв жодної хвилини. У тому ж році де Анда виступав на Золотому кубку КОНКАКАФ. На турнірі він взяв участь у матчах проти збірних Сальвадору і Південної Кореї.
Габріель також був учасником Кубку Америки і Кубку конфедерацій 1997 року і в Золотого кубку КОНКАКАФ в 1998 році. Відразу після чемпіонату світу він завершив кар'єру у збірній.

### Голи за збірну Мексики
| #  | Дата            | Місце                  | Суперник | Результат | Змагання         |
| -- | --------------- | ---------------------- | -------- | --------- | ---------------- |
| 1. | 18 березня 1998 | Мехіко, Мексика        | Парагвай | 1:1       | Товариський матч |
| 2. | 17 квітня 2002  | Східний Рутерфорд, США | Болгарія | 1:0       | Товариський матч |

## Досягнення
«Сантос Лагуна»
- Чемпіон Мексики: Інверно 1996

 «Пачука»
- Чемпіон Мексики: Інверно 2001, Апертура 2003
- Володар Кубка чемпіонів КОНКАКАФ: 2002

 Мексика
- Володар Золотого кубку КОНКАКАФ: 1998
- Бронзовий призер Кубка Америки: 1997